# Ejerboligbevægelsen i Skandinavien
Ejerboligbevægelsen i Skandinavien (på svensk: Egnahemsrörelsen eller Egnahem) var en social bevægelse i de nordiske lande med det formål at give arbejderklassen deres egne boliger. Bevægelsen opstod i Sverige i slutningen af 1800-tallet for at tilskynde mindre velstillede mennesker - i den indledende fase hovedsageligt landbrugsarbejdere, småbønder og lavtlønnede arbejdere – til at erhverve deres egne forbedrede boliger i form af ejerbolighuse. I mange tilfælde med en tilhørende forsyningskilde i form af et lille husmandsbrug, et såkaldt "husmandssted".
Ejerboligbevægelsen var oprindeligt en bevægelse for landdistrikter og landsbyer, men i begyndelsen af 1900-tallet spredte den sig også til større byer, hvilket inddrog et bredere lag af sociale grupper, eksempelvis industriarbejdere og embedsmænd med mellemhøje indkomster. Bevægelsen ændrede ligeledes synet på byens byggemuligheder, hvor nye ideer om havebyer, kolonihaver og storgårdskarréer blev en slags modbevægelse til det, der blev betragtet som "den mørke og usunde 1800-tals by". Ejerboligbevægelsen spredte sig også til Norge, da bladet Egne Hjem begyndte at udkomme i 1902. Bevægelsen fik stor fremgang pga. de fattigdoms- og boligproblemer, der opstod både i by- og landområder efter den store befolkningstilvækst i 1800-tallet.
Nogle af ejerbolighusene kaldes i dag for villaer, selvom udtrykket "ejerbolighuse" oprindeligt refererede til beskedne boliger, i modsætning til større palæ-huse. "Et rækkehus med tilhørende ejendomsret" kaldes sommetider for et "ejerboligrækkehus" til forskel fra definitionen af en andelsbolig.

## Historie
Efter 1700-tallets gode høst og få krige, havde Sverige Europas længste middellevealder for den voksne del af den samlede befolkning. Indbyggertallet steg imidlertid ikke særlig hurtigt på grund af den høje børnedødelighed. I løbet af 1800-tallet fik en række interagerende faktorer imidlertid landbefolkningen til at vokse hurtigt. Børnedødeligheden faldt, kartofler dyrkedes overalt i landet, landbruget blev forbedret, og den generelle levetid steg takket være de medicinske fremskridt – især efter udviklingen af vacciner.
Udviklingen førte dog hurtigt til en overbefolkning i forhold til landbrugets evne til at producere fødevarer og betød også, at arvedelingen af gårde blev kompliceret, da mange flere mennesker end tidligere skulle dele de samme jordlodder. Dette førte desuden til fødevaremangel nogle steder, især i isolerede egne, hvor den stigende levealder ikke blev modsvaret af en lige så øget fødevareproduktion.
Løsningen var i mange tilfælde opdyrkning på ældre tidligere oversete vådområder ved hjælp af dræning og etablerede mosebrug, eller også udvandrede dele af landbefolkningen til Amerika, hvor nye jorder var tilgængelige for landbrugsdyrkning. En større del af bønderne blev dog henvist til boliger uden tilhørende jorde efter arvedeling, ofte som indsiddere eller husmænd, da der ikke var jord nok grundet den kraftige befolkningstilvækst i Sverige fra omkring 1840'erne og efterfølgende.
Andre måtte søge arbejde i byerne, selvom bybefolkningens andel af det samlede indbyggertal stadig var meget lille i 1880'erne. Den mest almindelige løsning for folk der var jordløse, var at rejse udenlands, og fra 1850'erne emigrerede flere og flere svenskere. I 1890'erne udløste dette en debat om årsagerne til udvandringen. I den offentlige debat troede mange, at det netop var manglen på jord og anstændige boliger, der fik mange mennesker til at forlade landet. Der var stor frygt i nogle akademiske kredse for, at landet ville blive fuldstændig tømt for sin unge befolkning, hvis udviklingen fortsatte, og forskellige ideer blev fremsat i et forsøg på at reducere udvandringen.

### Situationen i byerne
Overbelægning i storbyerne var i slutningen af 1800-tallet begyndt at blive et stort problem. Gennem den forbedrede transport og kommunikation skabt af jernbanens fremkomst, var de bedre stillede i stand til at undslippe byernes dårlige helbredsforhold og stadig komme ind til deres arbejde i byen. I begyndelsen af 1900-tallet voksede mange villabyer og havebyer hurtigt frem i udkanten af storbyerne. Områder blev opkøbt og opdelt i grunde, der blev solgt gennem forskellige jordformidlere. Nogle af disse områder var: Saltsjöbaden etableret i 1891, Stocksund fra 1904, Storängen og Lidingö villastad fra 1906. I Malmö skabtes villaområder som Fridhem og Malmö Bellevue ud til Øresund i årtierne omkring år 1900. I Kristianstad begyndte man at bygge bydelen "Egna hem" i 1909 og den tilhørende ejerboligforening blev nedlagt i 1960, da området var færdigt. Mange af husene var beregnet for de bedre stillede, eksempelvis husene i områderne Storängen i Nacka, Stocksund i Danderyd og Viggbyholm i Täby kommun.
De første villabyer blev oprettet på initiativ af lokale virksomheder, hvilket blev gjort i samarbejde med jernbaneselskabet, der drev ruten, samt med forskellige foreninger og bevægelser, hvis formål var at samle ligesindede. Mere eksklusive områder var ikke beregnet til "almindelige mennesker", men selv velhavende arbejdere og embedsmænd på lavere indkomstniveauer kunne nu få chancen for at bosætte sig i mere almindelige områder som Duvbo eller Älvsjö. De mest sofistikerede boligbyer var kendetegnet ved deres nærhed til vand, overdådige huse og gode jernbaneforbindelser, mens de mere enkle boliger kun havde nærheden til jernbanen, som de så til gengæld dannede små stationssamfund langs med.
Ejerboligbevægelsen ønskede på forskellige måder at gøre det lettere for arbejderne at erhverve deres egen beboelsesejendom med tilhørende mindre jordlodder. Mange af de små huse, der voksede op omkring de store byer, var beregnet til to familier, som havde muligheden for at dyrke frugter og bær til deres egne husstande i haven. Nogle af disse huse bestod af to lejligheder, én på hver etage med eget køkken. I modsætning til tjenesteboliger, husmandssteder og lejeboliger, ville ejerbolighuset derimod ikke være ejet af andre end beboeren selv. I nogle områder var der dog kun tilladt ét køkken pr. hvert hus for at undgå de spekulationer, der blandt andet fandt sted i Duvbo, hvor husene ofte blev bygget med en tilhørende lejelejlighed. Der kunne dog gå noget tid, før ejeren helt og fuldt var ejer af sin egen bolig, da det næsten altid var nødvendigt at optage lån, der ville blive betalt tilbage over en længere periode.

### Grundlæggelsen af ejerboligbevægelsen
Den bevægelse, der blev dannet i 1892 og blev Sveriges første "ejerboligforening" af betydning, var Föreningen Egna Hem, FEH, med sæde i Motala fra 1893. Denne forening omtales normalt som spiren til den svenske boligejerbevægelse. Foreningen købte et stort antal ejendomme i Motala og i forskellige dele af Sverige og opdelte disse i parcelhusgrunde. Den tog også initiativ til et af Sveriges første områder med små enfamiliehuse. Foreningen udgav desuden tidsskriftet Egna Hem.
Mens Föreningen Egna Hem regnes for at være en del af den svenske folkelige foreningstradition, blev der også taget initiativer ovenfra, eksempel fra arbejdsgivere i traditionelt patriarkalske virksomheder. Et tidligt eksempel på dette, er Limhamn, hvor direktøren Rudolf Fredrik Berg i slutningen af 1800-tallet og begyndelsen af 1900-tallet lod sin større firmaejendom opdele jordlodder, som blev videresolgt til lokale landarbejdere.
Til tider er ejerboligmuligheden også blevet ført ud i livet i form af et selskab. Et eksempel er dannelsen i 1899 af selskabet AB Hem på landet, som deltog i oprettelsen af flere parcelhusområder i blandt andet Stockholmsområdet, eksempelvis villabyerne Duvbo, Enskede og Älvsjö.
Fra konservativ og ikke mindst frikirkelig side, så man gerne, at husmandsstederne skulle gives som belønning til "velopdragne og ordentlige" arbejdere, dels for at give dem et sundere liv, dels fordi deres egen bolig ville modvirke fremkomsten af en radikal arbejderbevægelse. På en måde har ideerne bag ejerbolighusene haft indflydelse på den nutidige debat om havebyer, såvel som på den engelske variant "Garden City".
Visse velhavende områder blev bygget efter samme princip som de almindelige ejerboligområder, men der var regler, der blandt andet fastsatte den rigtige faglige tilknytning og ikke tillod andet end ejerbolighuse. I nogle tilfælde, såsom Storängen, skulle man godkendes af foreningen, før der blev givet tilladelse til at bygge et hus på stedet.
De eksisterende ejerboligudvalg fastsatte specifikke kriterier for ydelse af et ejerboliglån. Et eksempel på en sådan betingelse kunne være, at man ikke måtte drive nogen forretning fra huset, det vil sige en virksomhed eller lignende. Andre forhold var krav om en bestemt familiestørrelse, forbud mod at besidde hunde samt andre kæledyr, og at manden i familien havde en såkaldt "alkoholbog", eller var afholdsmand og/eller blev betragtet som en omsorgsfuld person, det vil sige, at han ikke tidligere var blevet straffet. Desuden skulle økonomien være i orden, hvilket normalt betød, at kun arbejdstagere med fast beskæftigelse fik bevilget et lån. Nogle få af disse områder bevarer stadig servitutter, som delvist regulerer udformningen af gader, bygningsarealet og antallet af beboere i ejerbolighuset.

### Boligejerbevægelsen i 1900-tallet
Ejerboligbevægelsen voksede i omfang i løbet af 1920'erne, og flere og flere mennesker var i stand til at erhverve deres egne ejerbolighuse. Byggeriet begyndte at bruge standardiserede og undertiden præfabrikerede dele. Borohus, eller "Bo-i-Ro" som Landsbro Trävarubolag romantisk blev kaldt, var blandt de første til at udgive et huskatalog med typehuse til ejerbolighuse, der kunne bestilles gennem firmaet. Præfabrikerede huse var dog ikke noget helt nyt – allerede i 1820'erne var der præfabrikerede huse (dog ikke i huskataloger) rettet mod middelklassen. Borohus blev efterfulgt af en række succesrige husleverandører, og allerede i slutningen af 1920'erne fandtes der flere producenter, bl.a. Myresjöhus og Standardhus i Hultsfred.
I Stockholm begyndte Stockholms kommun at involvere sig i spørgsmålet i 1920'erne, hvor ejendomsadministratoren Axel Dahlberg var en ivrig fortaler for en forøgelse af ejerbolighuse i Stockholms havebyer. Han var tydeligt påvirket af Stockholmsudstillingen i 1930 med dens nye boligideer, og han besad et klart boligsocialt engagement. I Stockholm blev der udviklet en model, hvor byen tilbød lejemål og præfabrikerede typehuse, der blev samlet på stedet. Husbyggerne var ansvarlige for arbejdet med at reducere omkostningerne med støtte fra et kommunalt agentur, hvis inspektører fulgte arbejdet og gav råd. Denne model blev ligeledes introduceret i Göteborg, efter at formanden for Göteborgs byråd, Malte Jacobsson, besøgte Stockholms ejerboligforeninger og derefter overførte idéen til Göteborg.
I 1930'erne blev ejerboligbevægelsen et politisk anliggende, og boligområder blev opført i stadig større omfang over hele landet, delvist finansieret af statslige og kommunale midler. Det var på samme tidspunkt, at en stigende standardisering af ejerbolighuse fandt sted og en opgradering af boligfaciliteterne, idet det eksempelvis før 1930'erne var usædvanligt at have eget badeværelse og undertiden endda elektricitet.
I 1940 var bevægelsen vokset i omfang, og mange var i stand til at nyde friheden i deres eget hjem. Efter 2. verdenskrig havde flere og flere mennesker i middelklassen adgang til bustransport og biler, hvilket betød, at selv områder langt væk fra jernbaneforbindelser kunne udnyttes til nye byggerier.
Egnahem er som begreb stærkt forbundet med statsminister Per Albin Hansson og Socialdemokraterna, som en manifestation af folkhemstanken. Socialdemokraterna så i ejerbolighusene en frigørelse fra de lejlighedskomplekser, der var vokset frem under industrialiseringen i 1800-tallet og ikke sjældent var præget af dårlige sociale forhold og høje huslejer.
Mange af ejerboligområderne blev nu blot omtalt som boligområder. Ordet "ejerbolighus" var oprindeligt beregnet til mere beskedne bosættelser, i modsætning til større villaer. Tanken var, at selv arbejderklassen skulle have mulighed for at eje deres hjem og et stykke jord. Det svenske socialdemokrati bevægede sig (fra anden halvdel af 1900-tallet) senere væk fra denne politik og fokuserede på kommunal byggeplanlægning og en øget oprettelse af lejeboliger. Ejerboligæraen i Sverige måtte siges at være slut, da Millionprogrammet blev lanceret i 1965–1975.

### Statens ejerboliglånefond
Et af målene med ejerboligbevægelsen var at engagere staten i spørgsmålet om lån til dem, der ønskede at erhverve et ejerbolighus. Dette skete også med oprettelsen i 1904 af statens ejerboliglånefond. I både Danmark og Norge var sådanne fonde allerede blevet indført på samme tidspunkt. Indtil 1908 kunne lånemidlerne kun bruges til ejerbolighuse i landdistrikterne, men derefter var det dog også muligt at låne til lignende boliger i byerne, dog med den begrænsning, at de skulle være placeret uden for det større byområde. Med muligheden for statslige familielån voksede ejerboligbevægelsen rundt om i landet med nye foreninger og firmaer.

### Motivet til ejerboligbevægelsen
Ejerboligbevægelsen defineres ofte som politisk borgerlig, da det var liberale og konservative politikere, der fremskyndede den statslige ejerboligreform fra 1904. Nogle af disse så boligejerpolitikken som en måde at modvirke arbejderbevægelsens fremkomst, andre ønskede at sikre et stabilt udbud af arbejdere i nærheden af industrivirksomheder. Der var også dem, der ønskede at skabe social stabilitet gennem et stigende antal uafhængige småbønder, der ikke var afhængige af lønarbejde uden for deres egen gård.
Et yderligere motiv var at imødegå den udbredte emigration til USA. I 1907 dannede man Nationalföreningen mot emigrationen (NME), der hjalp med at danne 13 regionale ejerboligfirmaer for at give dem, der tænkte på at emigrere, et attraktivt hjemmealternativ. Af ejerboligselskaberne var moderselskabet AB Svensk jordförmedling det mest succesfulde.
Der var også mere radikale fløje inden for ejerboligbevægelsen, hvoraf flere af disse samarbejdede med Nationalföreningen mot emigrationen efter storstrejken i 1909.

### Egne hjem i Norge
Inspireret af den svenske bevægelse blev ejerboligkonceptet ligeledes lanceret i Norge (i 1902), da tidsskriftet Egne Hjem blev udgivet første gang. Tidsskriftet argumenterede blandt andet for Ebenezer Howards tankegang og havebyernes fordele. Efter 2. verdenskrig faldt interessen for egne-hjem-bevægelsen dog i Norge, hovedsagelig på grund af fremkomsten af en slags ejerlejlighedsforening, den såkaldte Boligkooperasjonen.

## Ejerboligområder i Sverige (udvalgte)
- Bräcke, Göteborg
- Duvbo, Sundbyberg
- Egnahem, Huskvarna
- Egnahem i Hjulkvarn, Trollhättan
- Gamla Enskede, Stockholm
- Fräntorp, Göteborg
- Hjulsbro, Linköping
- Landala Egnahem, Göteborg
- Norra Ängby, Stockholm
- Rostorp, Malmö
- Röda stan, Norrköping
- Tallkrogen, Stockholm
- Tulemarken, Sundbyberg
- Utby, Göteborg